# اسکار ساله
 اسکار ساله (انگلیسی: Oscar Sala؛ زاده ۲۶ مارس ۱۹۲۲ درگذشته ۲ ژانویهٔ ۲۰۱۰) یک فیزیک‌دان اهل برزیل بود.